# Arthur Stanley
Arthur Lyulph Stanley (ur. 14 września 1875 w Londynie, zm. 22 sierpnia 1931 tamże) – brytyjski arystokrata i polityk, członek Partii Liberalnej, w latach 1906–1910 członek Izby Gmin, w latach 1914–1920 gubernator Wiktorii, od 1925 par dziedziczny jako 5. baron Sheffield (lord Sheffield).

## Życiorys
Był najstarszym synem 4. barona Stanley of Alderley, posiadającego też tytuł barona Eddisbury, a od 1909 również barona Sheffield. Ukończył Eton College, a następnie Balliol College w Oksfordzie. Walczył w II wojnie burskiej, po czym otrzymał prawo wykonywania zawodu adwokata. W 1904 został wybrany do rady miejskiej Londynu, zaś w 1906 do Izby Gmin z okręgu wyborczego Eddisbury. Był sekretarzem parlamentarnym ministra poczty w okresie, gdy urząd ten zajmował Sydney Buxton.
W 1910 opuścił parlament i objął w dużej mierze honorowy urząd wysokiego szeryfa hrabstwa Anglesey w Walii. W 1914 wyjechał do Australii w związku z objęciem stanowiska gubernatora Wiktorii. Urząd ten rozczarował go, gdyż nie dość, że nie wiązał się z realną władzą, to nawet obowiązków ceremonialnych nie było zbyt wiele. W 1917 złożył dymisję, ale na prośbę Ministerstwa Kolonii, które nadzorowało wówczas gubernatorów australijskich stanów (choć od 1901 nie były już one koloniami) pozostał w Melbourne aż do lipca 1919, kiedy to wyjechał do Anglii na leczenie wrzodów dwunastnicy. Nie wrócił już do Wiktorii, zaś 30 stycznia 1920 ogłoszono jego formalną dymisję.
W 1923 bez powodzenia kandydował ponownie do Izby Gmin, a po porażce przyjechał na kilka miesięcy do Australii, gdzie zajmował się bankowością. W 1925 odziedziczył wszystkie tytuły swojego ojca, z których jako głównego postanowił używać tytułu barona Sheffield, a wraz z nimi miejsce w Izbie Lordów. Został przewodniczącym parlamentarnego komitetu ds. Afryki Wschodniej, a także szefem Królewskiego Instytutu Kolonialnego. W 1931 zachorował na promienicę, w wyniku której zmarł w wieku 55 lat.

## Odznaczenia
W 1913 otrzymał Order św. Michała i św. Jerzego klasy Rycerz Komandor.